# Pararge alluaudi
Pararge alluaudi är en fjärilsart som beskrevs av Charles Oberthür 1922. Pararge alluaudi ingår i släktet Pararge och familjen praktfjärilar. Inga underarter finns listade i Catalogue of Life.